# Finale della Coppa CERS 1991-1992
La finale della 12ª edizione della Coppa CERS fu disputata in gara d'andata e ritorno tra gli italiani del Novara e gli spagnoli dell'Igualada. Con il punteggio complessivo di 6 a 5 fu il Novara ad aggiudicarsi per la seconda volta nella storia il trofeo.

## Le squadre
| Squadre  | Partecipazioni precedenti (il grassetto indica la vittoria) |
| -------- | ----------------------------------------------------------- |
| Novara   | 1984, 1985                                                  |
| Igualada | 1989                                                        |

## Il cammino verso la finale
Il Novara si qualificò alla finale con i seguenti risultati:
- Ottavi di finale: eliminato il Piera (vittoria per 4-2 all'andata e per 6-5 al ritorno);
- Quarti di finale: eliminata il Valongo (vittoria per 3-1 all'andata e per 7-1 al ritorno);
- Semifinale: eliminato l'Amatori Lodi (vittoria per 9-2 all'andata e sconfitta per 2-0 al ritorno).

L'Igualada si qualificò alla finale con i seguenti risultati:
- Ottavi di finale: eliminato il Reus Deportiu (vittoria per 19-2 all'andata e per 15-3 al ritorno);
- Quarti di finale: eliminato l'Oliveirense (vittoria per 7-5 all'andata e per 6-2 al ritorno);
- Semifinale: eliminata il Thiene (vittoria per 6-3 all'andata e sconfitta per 4-1 al ritorno).

## Tabellini

### Andata
| Igualada 16 maggio 1992 | Igualada | 4 – 2 | Novara | Poliesportiu Les Comes |

### Ritorno
| Novara 23 maggio 1992 | Novara | 4 – 1 | Igualada | Palasport Dal Lago |